# Pseudobrachysticha
Pseudobrachysticha is een geslacht van vliesvleugeligen uit de familie Trichogrammatidae. De wetenschappelijke naam van dit geslacht is voor het eerst geldig gepubliceerd in 1915 door Girault.

## Soorten
Het geslacht Pseudobrachysticha is monotypisch en omvat slechts de volgende soort:
- Pseudobrachysticha semiaurea Girault, 1915